# Mike Miles Jr.
Michael Derrell Miles Jr., né le  24 août 2002 à Atlanta dans le Texas, est un joueur américain de basket-ball évoluant au poste de meneur. Il mesure 1,85 m.

## Biographie

### Carrière universitaire
Entre 2020 et 2023, il évolue pour les Horned Frogs de TCU.

### Carrière professionnelle
Lors de la draft NBA 2023, il n'est pas sélectionné. Toutefois, il signe un contrat two-way en faveur des Mavericks de Dallas en juillet 2023. Il est coupé en octobre 2023.

## Palmarès et distinctions individuelles

### Universitaires
- 2× Second-team All-Big 12 (2022, 2023)
- Big 12 All-Freshman Team (2021)

## Statistiques

### Universitaires
| Saison    | Équipe   | Matchs | Titul. | Min./m | % Tir | % 3pts | % LF | Rbds/m. | Pass/m. | Int/m. | Ctr/m. | Pts/m. |
| --------- | -------- | ------ | ------ | ------ | ----- | ------ | ---- | ------- | ------- | ------ | ------ | ------ |
| 2020-2021 | TCU      | 25     | 21     | 32.9   | .413  | .360   | .827 | 3.5     | 3.1     | 1.0    | .2     | 13.6   |
| 2021-2022 | TCU      | 31     | 31     | 33.4   | .382  | .295   | .759 | 3.5     | 3.8     | 1.2    | .2     | 15.4   |
| 2022-2023 | TCU      | 27     | 26     | 31.9   | .497  | .362   | .749 | 2.7     | 2.7     | 1.2    | .3     | 17.9   |
| Carrière  | Carrière | 83     | 78     | 32.7   | .426  | .334   | .767 | 3.3     | 3.2     | 1.1    | .2     | 15.6   |